# Hector Wilhelm von Günderrode (Politiker)
Hector Wilhelm von Günderrode (* 5. Mai 1590 in Schotten; † 15. Juni 1647 in Frankfurt am Main) war ein Politiker der Reichsstadt Frankfurt aus dem Adelsgeschlecht Günderrode, das ursprünglich aus Thüringen kam und sich in der zweiten Hälfte des 14. Jahrhunderts in Freiberg in Sachsen angesiedelt hatte. Sein Großvater Tilemann Günterrode (1512–1550, Kasseler Kanzler) gilt als der Stammvater der Frankfurter Patrizierfamilie Günderrode.
Günderrode war der Sohn von Rudolf von Günderrode, der 1588 Bürger von Frankfurt und Mitglied der Adelsgesellschaft Alten Limpurg wurde, und der Margarete geb. von Holzhausen. Er studierte ab 1611 an der Universität Jena und Universität Wittenberg Rechtswissenschaften und wurde 1617 durch die Universität Gießen zum Dr. jur. promoviert. Er heiratete 1618 Kunigunde Steffan von Cronstetten und 1626 in zweiter Ehe Anna Margarethe zum Jungen. Sein Sohn Philipp Wilhelm (1623–1689) und dessen Enkelsohn Friedrich Maximilian (1684–1761) wurden ebenfalls Älterer Bürgermeister der Reichsstadt Frankfurt.
Günderrode wurde 1620 Ratsherr in Frankfurt am Main und 1625 Jüngerer Bürgermeister. 1609 wurde er Schöffe und wurde 1632 und 1639 Älterer Bürgermeister. Vom 11. Oktober 1639 bis zu seinem Tod war er Schultheiß. Er vertrat die Stadt Frankfurt auf den Städtetagen 1624 in Esslingen, 1627 in Mühlheim und 1636 in Nürnberg und 1633 auf dem Kreistag in Worms.